# Salen, Skatelövs socken, Småland
Salen är en sjö i Alvesta kommun och Växjö kommun i Småland och ingår i Mörrumsåns huvudavrinningsområde. Sjön är 5,6 meter djup, har en yta på 18 kvadratkilometer och befinner sig 141 meter över havet. Vid provfiske har en stor mängd fiskarter fångats, bland annat abborre, björkna, braxen och gers.
Salen har varit för liten för att kunna tillåta någon betydande sjöfart. I samband med att arbetet med Södra stambanan startade lades dock 1855 fram förslag på en kanal mellan Asasjön och Östersjön över Salen. Strax efter 1867 kom dock planerna att skrotas då järnvägarnas fördel framför en kanal blev allt tydligare. Under en tid på 1890-talet gick lustfartstrafik på Salen med en mindre ångbåt. Salen rymmer sjömalm och så sent som på 1920-talet användes ett mudderverk för utvinning av denna. Salen sänktes 1932-1936 varvid Husebyån, Lekarydsån och flera andra åar grävdes ut. 1959 bildades Salens Båt- och Sjösällskap, huvudsakligen bestående av småbåtsägare i Alvesta. Man har arbetat med utmärkning av farleder och grund i Salen, och även tagit fram ett sjökort över sjön.

## Delavrinningsområde
Salen ingår i det delavrinningsområde (630172-142445) som SMHI kallar för Utloppet av Salen. Medelhöjden är 149 meter över havet och ytan är 57,26 kvadratkilometer. Räknas de 100 avrinningsområdena uppströms in blir den ackumulerade arean 2 059,36 kvadratkilometer. Avrinningsområdets utflöde Mörrumsån (Åbyån) mynnar i havet. Avrinningsområdet består mestadels av skog (40 procent) och jordbruk (15 procent). Avrinningsområdet har 18,22 kvadratkilometer vattenytor vilket ger det en sjöprocent på 31,8 procent. Bebyggelsen i området täcker en yta av 1,23 kvadratkilometer eller 2 procent av avrinningsområdet.

## Fisk
Vid provfiske har följande fisk fångats i sjön:
| - Abborre - Björkna - Braxen - Gärs - Gädda - Gös - Löja - Mört - Nors - Sandkrypare - Sarv | - Sutare |